# ノートルダム女学院中学校・高等学校
ノートルダム女学院中学校・高等学校（ノートルダムじょがくいんちゅうがっこう・こうとうがっこう）とは、京都府京都市左京区鹿ヶ谷桜谷町にある私立女子中学高等学校。学校法人ノートルダム女学院が運営する。

## 教育理念
ノートルダム（NotreDame）は〈私たちの貴婦人〉という意味のフランス語で、欧米のキリスト教世界では、聖母マリアへの敬愛の情をこめて広くこの呼び名が使われてきた。ノートルダムを校名とする本校は、聖母マリアを模範と仰ぎ保護者とする学校である。校章の中央に位置する聖書に書かれたラテン語「Virtus et Scientia」は「徳と知」を意味する本校のモットーである。「徳」は“愛する”、“共感する”、“受容する”など人間の内面の力を、「知」は“知識”、“知的能力”を超えた人間の“知恵”を意味する。校章には本校に学ぶ生徒が、「徳」と「知」という人間にとって大切な二つの力をしっかりと身につけた女性に成長してほしいとの願いがこめられている。

## 歴史
1833年、ノートルダムの教育は南ドイツのバイエルン地方で始まる。創立者マザーテレジア・ゲルハルディンガーは、当時なおざりにされていた庶民の子供たちの教育、とりわけ女子教育に時代に先駆けた取り組みを始めた。「神に創られ、限りなく愛されている尊い子どもたちの無限の可能性を引き出し育てること」これがマザーテレジアとノートルダムの教育の目標であった。時代のニーズに応えたノートルダムの教育は、たちまちヨーロッパ各地とアメリカ大陸にも広がり、第二次世界大戦後、戦争に負けて全てを失った日本にアメリカからノートルダム教育修道女が招かれ、1952年（昭和27年）、本校の中学校が創立された。翌年には高等学校が、次の年にはノートルダム学院小学校が、1961年（昭和36年）には京都ノートルダム女子大学が設立されている。現在もノートルダムはニーズに応え、同じ信念のもとに世界の30数ヶ国で教育活動を展開している。

## 沿革
- 1833年 - ナポレオン戦争で社会が荒れ果てていた南ドイツでノートルダム教育修道女会が誕生した。「社会をよくするには教育しかない。家庭の中心である女性の教育は特に大切」。これが、創立者マザーテレジア・ゲルハルディンガーの信念であった。
- 1847年 - 戦乱のヨーロッパから新世界アメリカに続々と移民が渡った時代、子どもの教育どころか、人々は生きるのに精一杯だった。貧しいドイツ移民の子どもたちに教育の機会をと頼まれたマザーテレジアは、5人のシスターたちを連れてアメリカにわたった。その後、アメリカ・カナダの教育の幅広いニーズに応え、様々な民族や宗教の青少年の教育に携わり、今日に至っている。
- 1948年（昭和23年） - 第二次世界大戦に敗れ日本中が荒れ果てていた時代、京都のカトリック教会からアメリカ合衆国のミズーリ州セントルイスにあるノートルダム教育修道女会管区本部に「時代が変わっても揺るがない人間教育をする女子校を建ててもらえないか」との願いが寄せられた。この願いに応えてシスターメリーユージニアと3人のシスター達が日本に派遣されたが、シスターたちには戦争中敵として戦った日本人との和解を願う気持ちもあった。学校を建てるお金はアメリカで子どもから大人まで多くの人々が協力をして集めた。日本に到着したシスターたちは、日本の人々を愛しその協力を得て難しい日本語にも挑戦し、文化や習慣を学びながら開校の準備を進めた。
- 1952年（昭和27年） - 美しい自然と豊かな歴史の地、鹿ケ谷にノートルダム女学院中学校が開校された。
- 1953年（昭和28年） - 同じキャンパスに高等学校が開校された。
- 1986年（昭和61年） - ネパールの教育ニーズに応えて日本から4人のシスターが派遣され、ネパール中部の高地バンディプールに幼稚園から短大までのノートルダムスクールが開校された。
- 2006年（平成18年） - 女学院中学高等学校に類型別コース制が導入された。
- 2016年（平成28年） - 女学院中学高等学校にグローバル英語コースが導入された。
- 2016年（平成28年） - 制服がリニューアルされた。
- 2018年（平成30年） - 女学院中学高等学校にプレップ総合コース・STE@M（スティーム）探究コースが導入された。

## 学科
- 高等学校（プレップ総合コース・グローバル英語コース・STE@M（スティーム）探究コース）
- 中学校（プレップ総合コース・グローバル英語コース・STE@M（スティーム）探究コース）

## 部活動
文化系
- コーラス,ボランティア,オーケストラ
- 軽音楽,演劇,高校E.S.S. ,カメラ
- 美術,中学英語,科学（中学・高校）
- ハンドクラフト（中学・高校）,囲碁,放送局、国際活動同好会

運動系
- バスケットボール,バドミントン,
- バレーボール,剣道
- テニス（中学・高校）,卓球,陸上

## 著名な出身者
- 池坊由紀（華道家、華道池坊流次期家元）
- 池坊美佳（華道家）
- 池上季実子（女優）
- 斯波真理子（内科医、日本学術会議会員）
- bird（歌手）
- 五代目井上八千代（京舞井上流五世家元）
- 大国麗（お笑い芸人）
- 諏訪さき（宝塚歌劇団雪組男役）